# NGC 5565
NGC 5565 је појединачна звезда у сазвежђу Девица која се налази на NGC листи објеката дубоког неба.
Деклинација објекта је + 6° 59' 42" а ректасцензија 14h 19m 18,5s. Привидна величина (магнитуда) објекта NGC 5565 износи 14,4 а фотографска магнитуда 15,5. NGC 5565 је још познат и под ознакама NGC 5563 ?.